# ملكيون

الملكيون هم مؤيدي وداعمي وجود ملك معين أو سلالة ملكية معينة على رأس الدولة في مملكة معينة. يكثر استخدام المصطلح في التاريخ بحالات حدوث نزاع سياسي أو مسلح على شكل الحكم بين الملكية والجمهورية كما حدث في بريطانيا مرات عدة كحرب الوردتين أو الحرب الأهلية الإنجليزية أو النزاع في الأردن خلال ما يسمى بأحداث أيلول الأسود.